# Podstene (Brod Moravice)
Podstene is een plaats in de gemeente Brod Moravice in de Kroatische provincie Primorje-Gorski Kotar. De plaats telt 26 inwoners (2001).